# 魯本·羅切納
魯本·羅奇納（西班牙語：Rubén Rochina；1991年3月23日—）是一位西班牙足球運動員。在場上的位置是邊鋒。他是在2018年7月4日正式轉會至萊萬特的。